# Prix François-Morellet
Le Prix François-Morellet est un prix littéraire français créé en 2016 par Philippe Méaille et Jean-Maurice Belayche en hommage à François Morellet. Il est remis chaque année par le Château de Montsoreau - musée d'Art contemporain pendant les journées nationales du livre et du vin (Saumur). Il récompense une œuvre littéraire ou un auteur pour son engagement en faveur de l'art contemporain.

## Histoire du prix
Le prix François-Morellet est remis à Saumur (Maine-et-Loire) dans le cadre des « Journées nationales du livre et du vin ». Il porte le nom de l'artiste contemporain français François Morellet, et a été créé en avril 2016, quelques semaines avant son décès. Il a été décerné pour la première fois le 10 avril 2016 à Catherine Millet par Philippe Méaille, deux jours après l'ouverture au public du Château de Montsoreau - musée d'Art contemporain. Il est depuis présidé par Danielle Morellet,.

## Liste des lauréats
| Année | Titre                                                                                     | Auteur              | Editeur                   | Sujet |
| ----- | ----------------------------------------------------------------------------------------- | ------------------- | ------------------------- | --- |
| 2016  | Ensemble de l'œuvre                                                                       | Catherine Millet    |                           | Le travail critique de Catherine Millet, de son rôle dans la presse spécialisée art contemporain à l'écriture de livres sur l'art contemporain,.                                                                                             |
| 2017  | Faut-il brûler l'Art contemporain?                                                        | Michel Onfray       | Frémeaux & Associés       | Conférence-interview de Michel Onfray sur l'Art contemporain, les incompréhensions et les fondements,. |
| 2018  | Après la fin                                                                              | Éric de Chassey     | Éditions Klincksieck      | Sous-titré Suspensions et reprises de la peinture dans les années 1960 - 1970, l'ouvrage revient sur le contexte, les ambitions et les conséquences sur l'histoire de l'art, de l'arrêt puis de la reprise de la peinture par les artistes,. |
| 2019  | Poetic? Poétique ?                                                                        | Bernar Venet        | Éditions Jean Boîte       | L'œuvre écrite du sculpteur Bernar Venet,. |
| 2020  | Duchamp is my Lawyer                                                                      | Kenneth Goldsmith   | Columbia University Press | Sous-titré The Polemics, pragmatics, and poetics of Ubuweb, le livre revient sur l’histoire d’UbuWeb, en expliquant les motivations de sa création et la manière dont les œuvres sont archivées, consommées et distribuées en ligne.         |
| 2021  | Tout sur ma vie, tout sur mon art                                                         | Orlan               | Editions Gallimard        | Autobiographie de l'artiste. |
| 2022  | Francis Picabia, rastaquouère                                                             | Bernard Marcadé     | Editions Flammarion       | Biographie de Francis Picabia. |
| 2023  | La classe américaine                                                                      | Michel Hazanavicius | Allary Editions           | Les dialogues complets du film de de Michel Hazanavicius et Dominique Mézerette. |
| 2024  | Ensemble de l'oeuvre                                                                      | Laurent Le Bon      |                           | Pour son engagement en faveur de l’Art contemporain. |
| 2025  | Édouard Glissant, Hans Ulrich Obrist, Dans un monde imprévisible, l'utopie est nécessaire | Hans Ulrich Obrist  | Editions du Seuil - Luma  | Entretiens réalisés par Hans Ulrich Obrist avec Edouard Glissant,. |

## Jury
Le jury est composé de Danielle Morellet, Jean-Maurice Bellayche, Marie-Caroline Chaudruc et Philippe Méaille.